# Kerogen

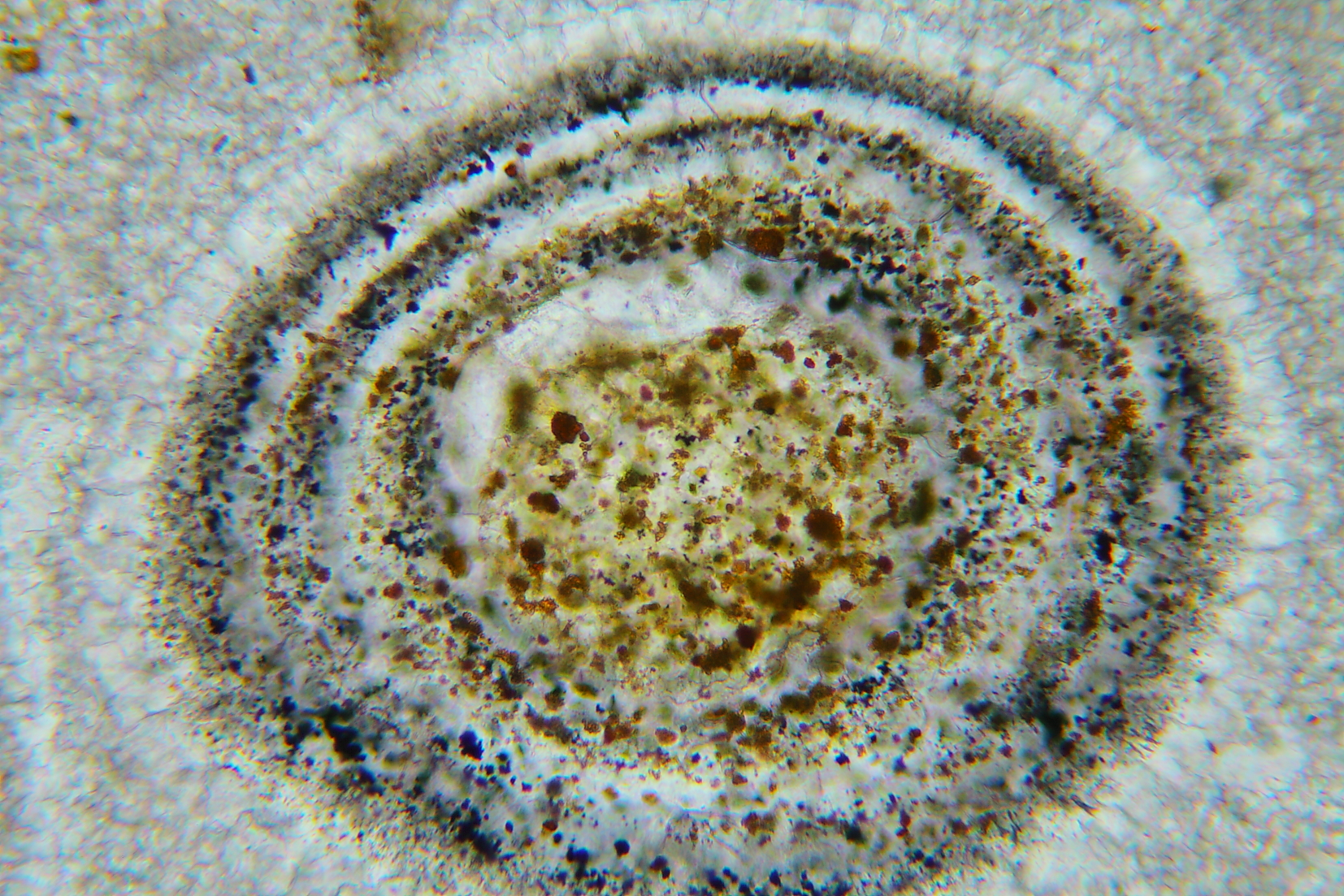
Kerogenpartikel als Bestandteil eines Ooids in triassischem Kalkstein. Dünnschliff, Hellfeld.

Als Kerogen wird derjenige Anteil an organischer Substanz in Sedimenten bezeichnet, der in nichtpolaren organischen Lösungsmitteln unlöslich ist. Der lösliche Anteil organischer Substanz wird demgegenüber in der Geochemie als Bitumen bezeichnet (wobei dieser Begriff enger gefasst ist als der in den Ingenieurwissenschaften übliche Bitumenbegriff, der sich auch auf technische Produkte der Erdöldestillation erstreckt). Es stellt ein Gemisch polymeren organischen Materials dar, aus dem bei zunehmender geologischer Versenkung und Aufheizung im Verlauf der geologischen Prozesse der Katagenese bzw. Metagenese Kohlenwasserstoffe (Erdöl, Erdgas) gebildet werden. Es kommt in sedimentären Gesteinen sowohl in Form von fein verteilten organischen Mazeralen als auch amorphen Partikeln vor und ist bei weitem die häufigste Form von organisch gebundenem Kohlenstoff in der Erdkruste. Es ist unlöslich in organischen Lösungsmitteln, nicht-oxidierenden Säuren (HCl und HF) und Laugen. 

## Klassifikation
Kerogen wird in vier Typen von Mazeralen differenziert:

### Typ-1-Kerogen (Liptinit-Typ)
Liptinit ist relativ selten und besitzt ein hohes Erdölbildungspotenzial, bei niedriger Reife ein hohes H/C-Verhältnis (>1,5) und niedriges O/C-Verhältnis (<0,1). In seiner Zusammensetzung weist er hohe Beiträge von Lipidstoffen aus Algenmaterial und Bakterienresten auf, dagegen wenig Aromate und NSO-Komponenten (organische Moleküle, die ein oder mehrere Heteroatome wie z. B. Stickstoff (N), Schwefel (S) oder Sauerstoff (O) enthalten). Er findet sich häufig in Gesteinen, die aus marinen und lakustrinen Schlämmen mit hohem Anteil an organischer Substanz hervorgegangen sind (Ölschiefer).
Beispiele: Green-River-Formation, Ölschiefer der Grube Messel, schwäbischer Posidonienschiefer.

### Typ-2-Kerogen (Exinit-Typ)
Exinit ist das am weitesten verbreitete Kerogen mit einem mittleren H/C-Verhältnis (0,8–1,5) und mittleren O/C-Verhältnissen. Es enthält einen hohen Anteil von Aromaten und Carbonsäuren sowie bis 14 % Sulfide. 
Exinit entsteht vor allem aus marinen organischen Stoffen, darunter autochthonem Phytoplankton, Zooplankton und bakteriellem Material, die unter reduzierenden Bedingungen abgelagert wurden. Zum Teil kann es auch allochthone Sporen, Pollen und Harze von höheren Pflanzen des Festlandes enthalten.
Kerogene dieses Typs bilden Öl und sind wegen ihrer weiten Verbreitung häufig Quellen großer Öl- und Gasfelder, etwa des Pariser Beckens.

### Typ-3-Kerogen (Vitrinit-Typ)
Der Vitrinit-Typ hat bei niedriger Reife ein niedriges H/C-Verhältnis und ein hohes O/C-Verhältnis. Er enthält viele Polyaromate, Carbonsäuren und Ketone. Esterverbindungen fehlen vollständig. Aliphatische Gruppen sind – wenn überhaupt – nur in Methyl- und anderen kurzkettigen Gruppen vorhanden. Lange Ketten stammen aus Wachsen und Cutin der höheren Pflanzen.
Quellen sind grundsätzlich höhere Pflanzen. Vitrinit enthält oft verholzte Pflanzenreste. Es ist hinsichtlich seines Verhaltens bei zunehmender Versenkung Kohle sehr ähnlich.
Es ist ein schlechter Erdölproduzent und ein hinreichender Gasproduzent (insbesondere Methan).
Beispiele: Douala-Becken.

### Typ-4-Kerogen (Inertit-Typ)
Dieses Kerogen besteht primär aus schwarzen opaken Teilchen aus fast reinem Kohlenstoff, die in Form von Inertit vorliegen. Da es keine Kohlenwasserstoffe bilden kann, wird es oft nicht als echtes Kerogen betrachtet. Es entsteht im terrestrischen Milieu aus stark oxidiertem Material höherer Pflanzen.